# Allantocallopora
Allantocallopora is een monotypisch mosdiertjesgeslacht uit de familie van de Calloporidae en de orde Cheilostomatida. De wetenschappelijke naam ervan is in 1985voor het eerst geldig gepubliceerd door d'Hondt & Schopf.

## Soort
- Allantocallopora cassidaeforma d'Hondt & Schopf, 1985